# Iliess Macani

a Compétitions nationales et continentales officielles uniquement.

b Matchs officiels uniquement.
Dernière mise à jour le 19 juillet 2025.
Iliess Macani (en arabe : إلياس ماكاني), né le 6 décembre 1993 à Tottenham, Londres, est un joueur de rugby à XIII algérien et international algérien de rugby à XV. Il évolue au poste d'ailier avec les London Broncos en Super League.
Macani est passé par le centre de formation des équipes de jeunes des London Broncos et a également évolué chez les juniors des London Skolars.

## Biographie

### Carrière en club
Iliess Macani a commencé sa carrière en club au sein du centre de formation des London Broncos, avant de rejoindre les rangs des London Skolars en junior. Il a ensuite évolué avec les London Broncos en Super League.

#### London Broncos
Macani a fait ses débuts en Super League pour les London Broncos le 9 août 2013 contre St Helens en marquant un essai. Il fait ensuite une autre apparition cette saison-là contre Hull Kingston Rovers.
En 2014, Macani fait 14 apparitions en Super League pour les Broncos de Londres en 2014, marquant quatre essais avec sa performance exceptionnelle à l'extérieur contre les Leeds Rhinos.
Le 4 juillet 2014, Iliess Macani  signe une prolongation de contrat de deux ans avec les London Broncos jusqu'à la fin de la saison 2016.
La saison 2015 est la meilleure de Macani, l'ailier joue 28 matchs et marque 12 essais.
Le joueur de 21 ans est récompensé par l'entraîneur-chef, Andrew Henderson, avec le maillot numéro 5 pour la saison 2016.

#### London Skolars
Iliess Macani a également joué pour son club junior, les London Skolars, dans le Kingstone Press Championship 1 avec une double inscription du club de First:Utility Super League, les London Broncos, jouant 7 fois et marquant 4 essais.

#### Bradford Bulls
Iliess Macani signe pour les Bradford Bulls. Le 3 janvier 2017, les Bradford Bulls ont été placés en liquidation par les administrateurs et les contrats des joueurs et du personnel ont été résiliés. Cependant, Macani a resigné avec le nouveau club.
Iliess  participe aux matchs amicaux de pré-saison contre Huddersfield et Keighley.

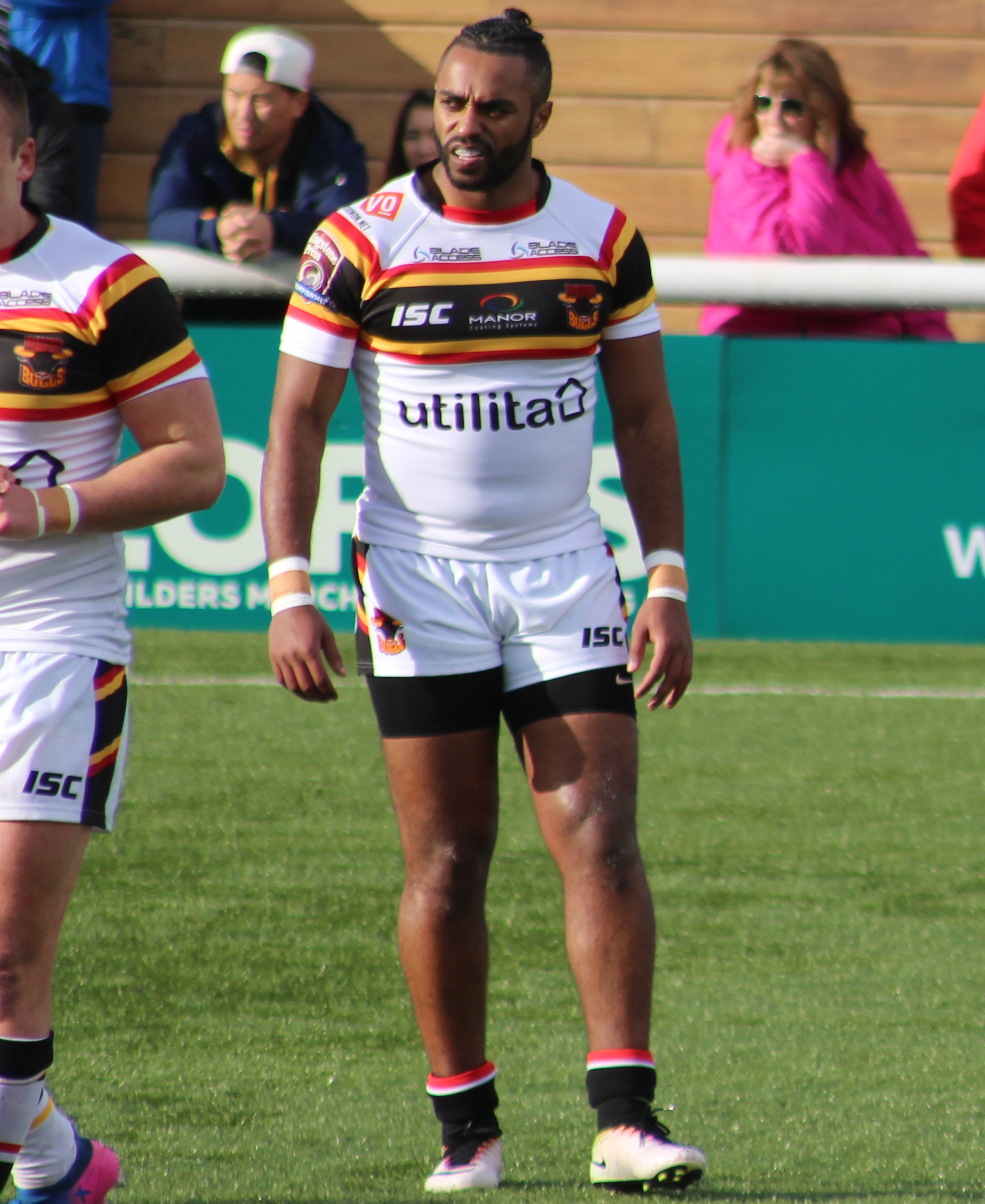
Macani jouant pour les Bradford Bulls en 2017

Macani a ensuite participé à 25 matchs avec l'équipe de Bradford et a marqué dix essais au cours de la saison 2017 .

#### Sheffield Eagles
À la fin de la saison, il signe un contrat d'un an avec les Sheffield Eagles. Il s'agit de la troisième signature de l'équipe de Sheffield avant la saison 2018. Il a participé au match amical de pré-saison contre les Bradford Bulls.

#### London Skolars
Le 14 octobre 2019, il a confirmé qu'il s'était engagé avec les London Skolars pour une année supplémentaire après la fin de la période de prêt en 2018. Il a marqué quatre essais en cinq matchs pour les Skolars en 2018.
Macani marque 11 essais en 21 matchs pour les Skolars en 2019.
Il  joue deux matchs pour les Skolars, sans marquer d'essai en 2020.
Macani joue neuf matchs pour les Skolars, sans marquer d'essai en 2021.

#### Broncos de Londres
Le 15 octobre 2021, il rejoint les Broncos de Londres dans le championnat RFL. Il marque 15 essais en 28 matchs pour l'équipe londonienne en 2022. Le 15 octobre, il joue lors de la victoire surprise des London Broncos au Million Pound Game contre le Toulouse Olympique.
Iliess Macani et son coéquipier en club et en sélection Hakim Miloudi, musulman pratiquent milite pour une pause pour rompre le jeûne du ramadan pendant les matchs, et espèrent inspiré les jeunes musulmans a pratiqué le rugby.

### Carrière internationale
Iliess Macani est appelé pour la première fois en sélection algérienne à l'intersaison 2025, afin de disputer la phase finale de la Coupe d'Afrique, faisant office de tournoi qualificatif de la zone Afrique pour la Coupe du monde 2027.

## Statistiques en équipe nationale
Iliess Macani compte 2 cape en équipe d'Algérie depuis 2025.
- Sélections par année : 2 en 2025.